# Dimos Sintiki
Dimos Sintiki (Sintiki) är en kommun i Grekland.   Den ligger i prefekturen Nomós Serrón och regionen Mellersta Makedonien, i den norra delen av landet, 400 km norr om huvudstaden Aten. Antalet invånare är 27 432.